# Шампаньяк-де-Белер
Шампанья́к-де-Беле́р (фр. Champagnac-de-Belair) — коммуна во Франции, находится в регионе Аквитания. Департамент — Дордонь. Входит в состав кантона Брантом. Округ коммуны — Нонтрон.
Код INSEE коммуны — 24096.

## География

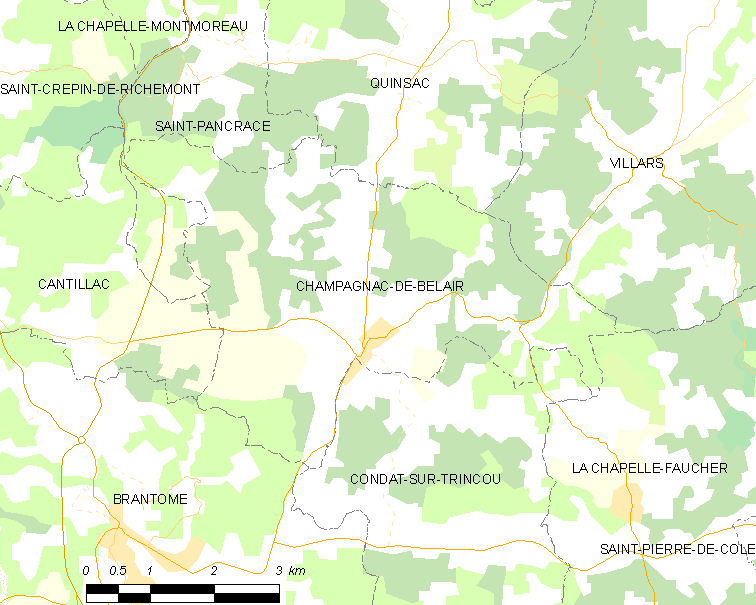
Карта коммуны

Коммуна расположена приблизительно в 410 км к югу от Парижа, в 120 км северо-восточнее Бордо, в 24 км к северу от Перигё.
По территории коммуны протекают реки Дрон и Тренку.

### Климат
Климат умеренный океанический со средним уровнем осадков, которые выпадают преимущественно зимой. Лето здесь долгое и тёплое, однако также довольно влажное, здесь не бывает регулярных периодов летней засухи. Средняя температура января — 5 °C, июля — 18 °C. Изредка вследствие стечения неблагоприятных погодных условий может наблюдаться непродолжительная засуха или случаются поздние заморозки. Климат меняется очень часто, как в течение сезона, так и год от года.

## Население
Население коммуны на 2010 год составляло 696 человек.
| 1962 | 1968 | 1975 | 1982 | 1990 | 1999 | 2010 |
| ---- | ---- | ---- | ---- | ---- | ---- | ---- |
| 584  | 590  | 557  | 606  | 658  | 683  | 696  |

## Администрация
| Период | Период | Фамилия        | Партия       | Примечания     |
| ------ | ------ | -------------- | ------------ | -------------- |
| 1944   | 1953   | Фердинан Бене  |              | земледелец     |
| 1953   | 1994   | Бертран Суке   |              |                |
| 1994   | 2006   | Мишель Невё    |              |                |
| 2006   | 2014   | Бернар Набуле  | Разные левые | пенсионер      |
| 2014   | 2020   | Жан-Клод Фажет | Разные левые | директор школы |

## Экономика
В 2010 году среди 450 человек трудоспособного возраста (15-64 лет) 318 были экономически активными, 132 — неактивными (показатель активности — 70,7 %, в 1999 году было 73,1 %). Из 318 активных жителей работали 289 человек (150 мужчин и 139 женщин), безработных было 29 (13 мужчин и 16 женщин). Среди 132 неактивных 29 человек были учениками или студентами, 74 — пенсионерами, 29 были неактивными по другим причинам.

## Достопримечательности
- Церковь Св. Христофора (XIV век). Исторический памятник с 1948 года[5]
- Часовня Нотр-Дам (XVIII век)
- Замок Бори-Сольнье, или Лабори (XVI век)

## Фотогалерея

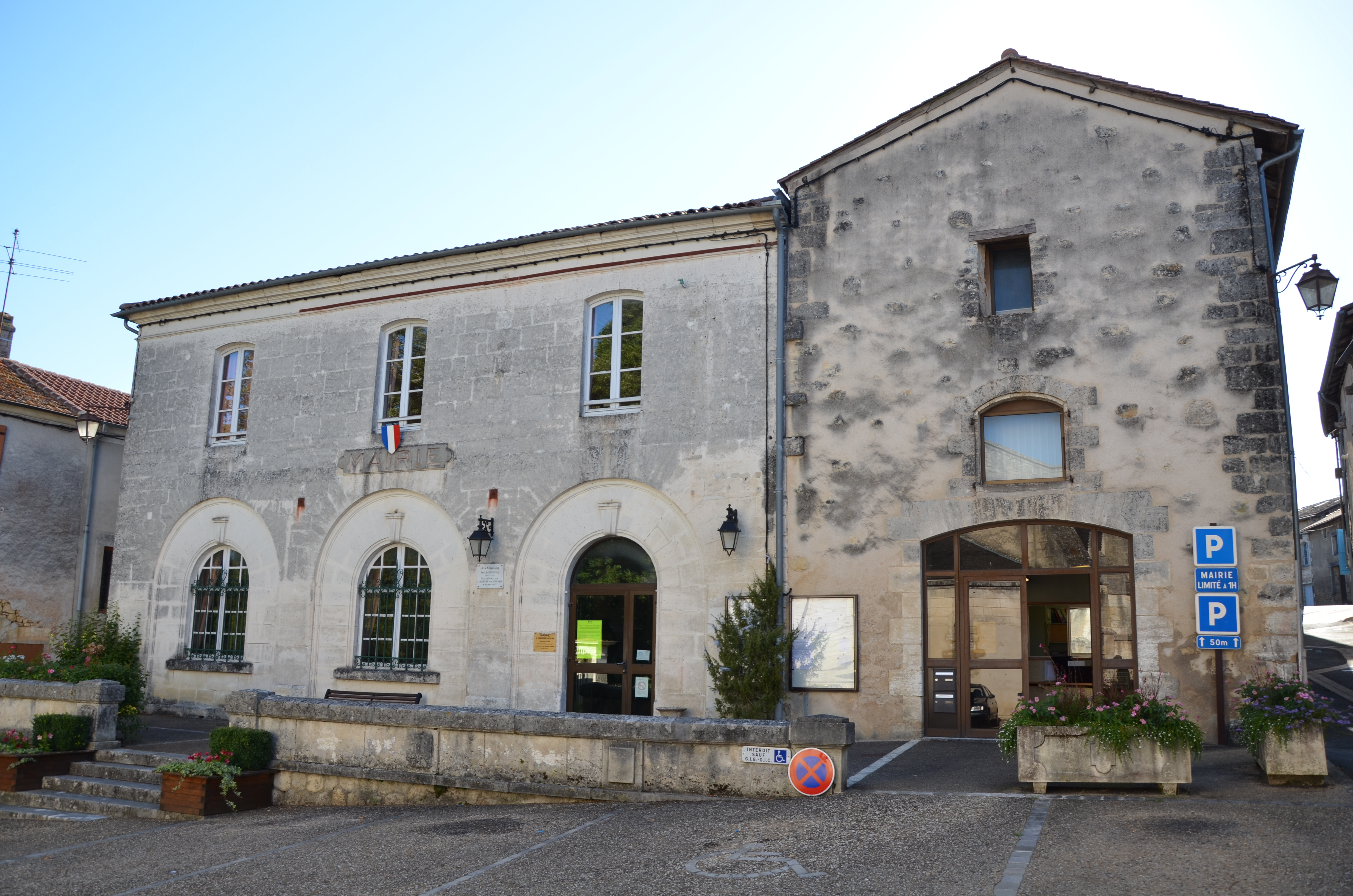
Мэрия
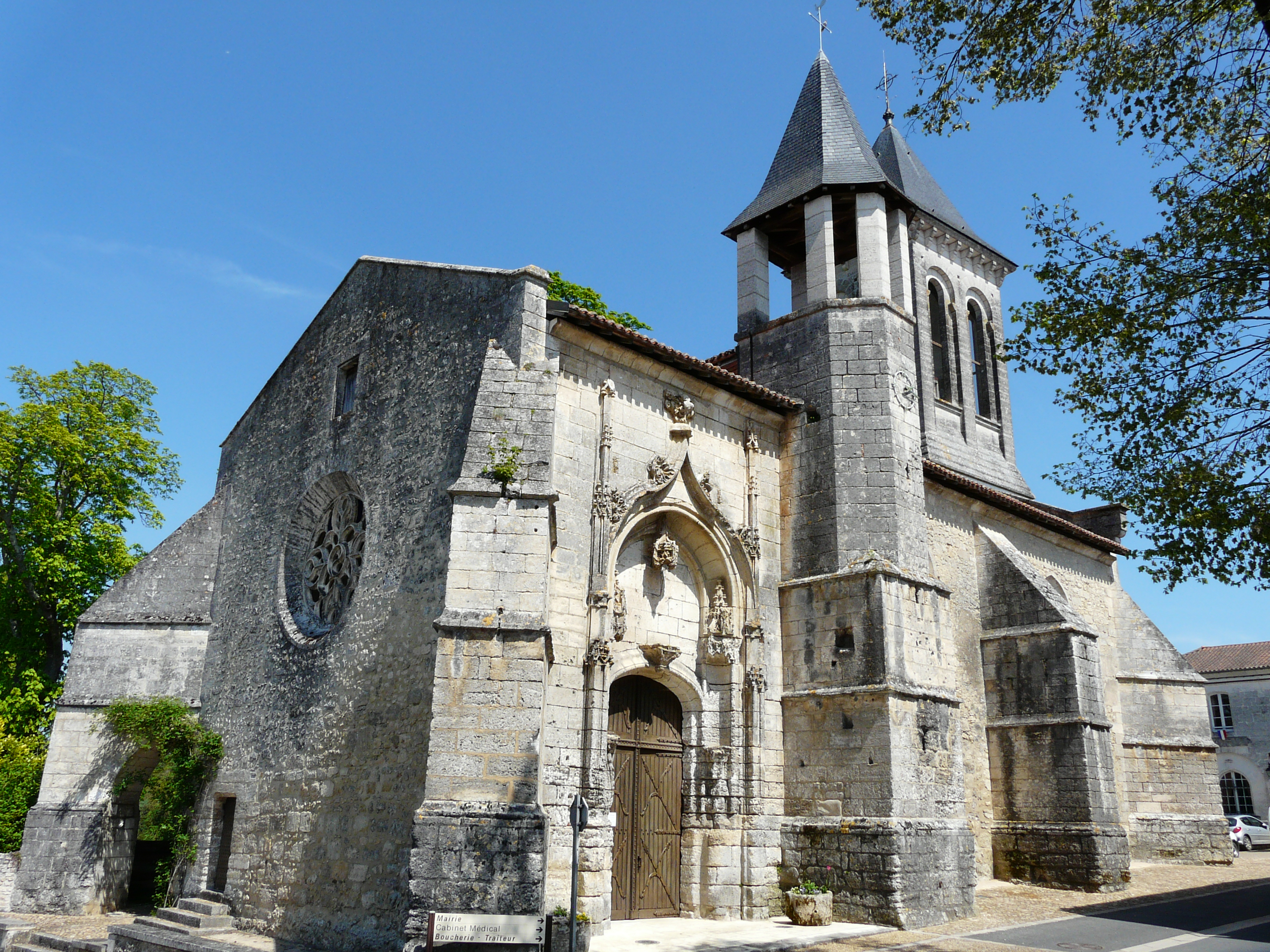
Церковь Св. Христофора
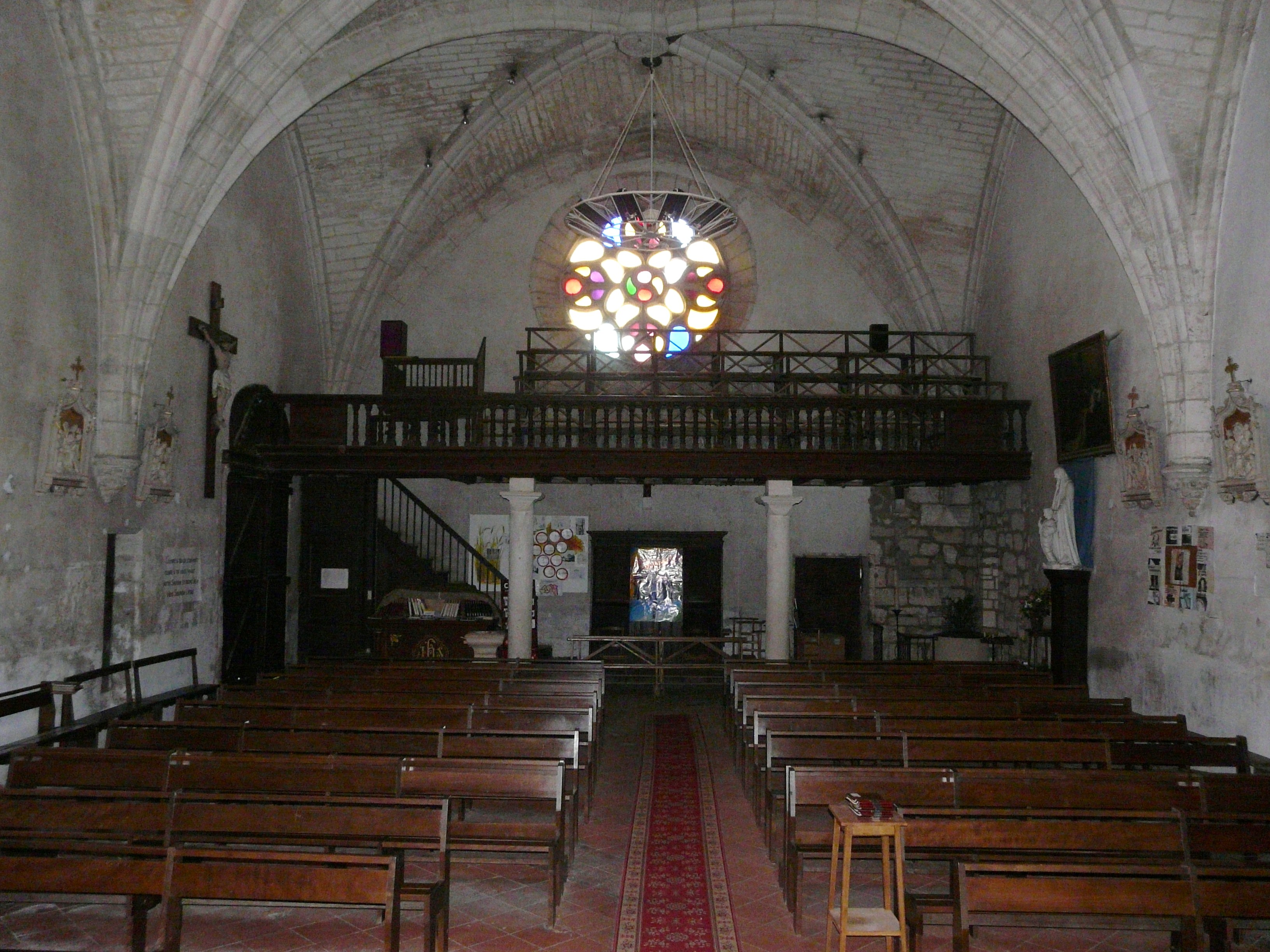
Интерьер церкви
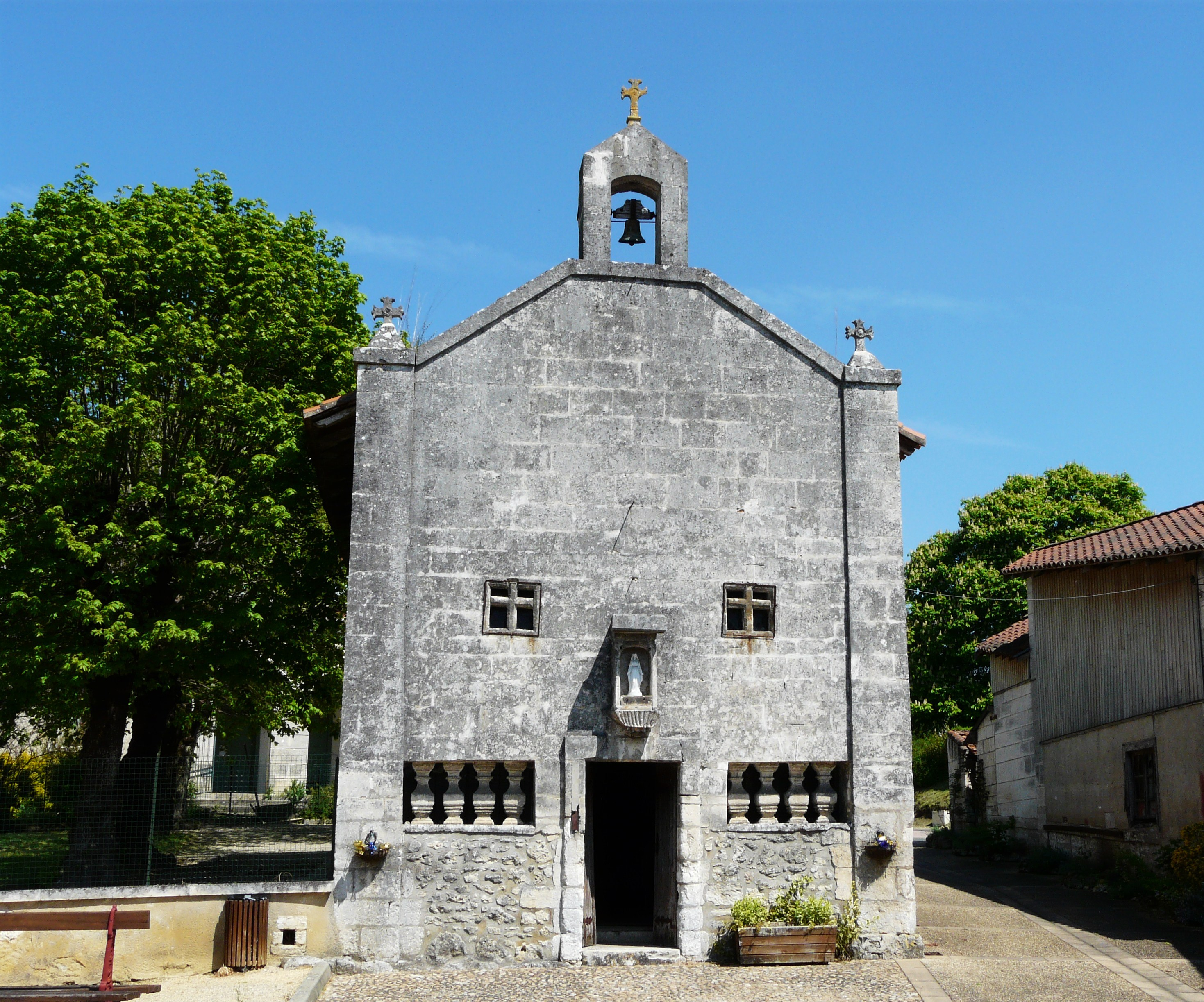
Часовня Нотр-Дам
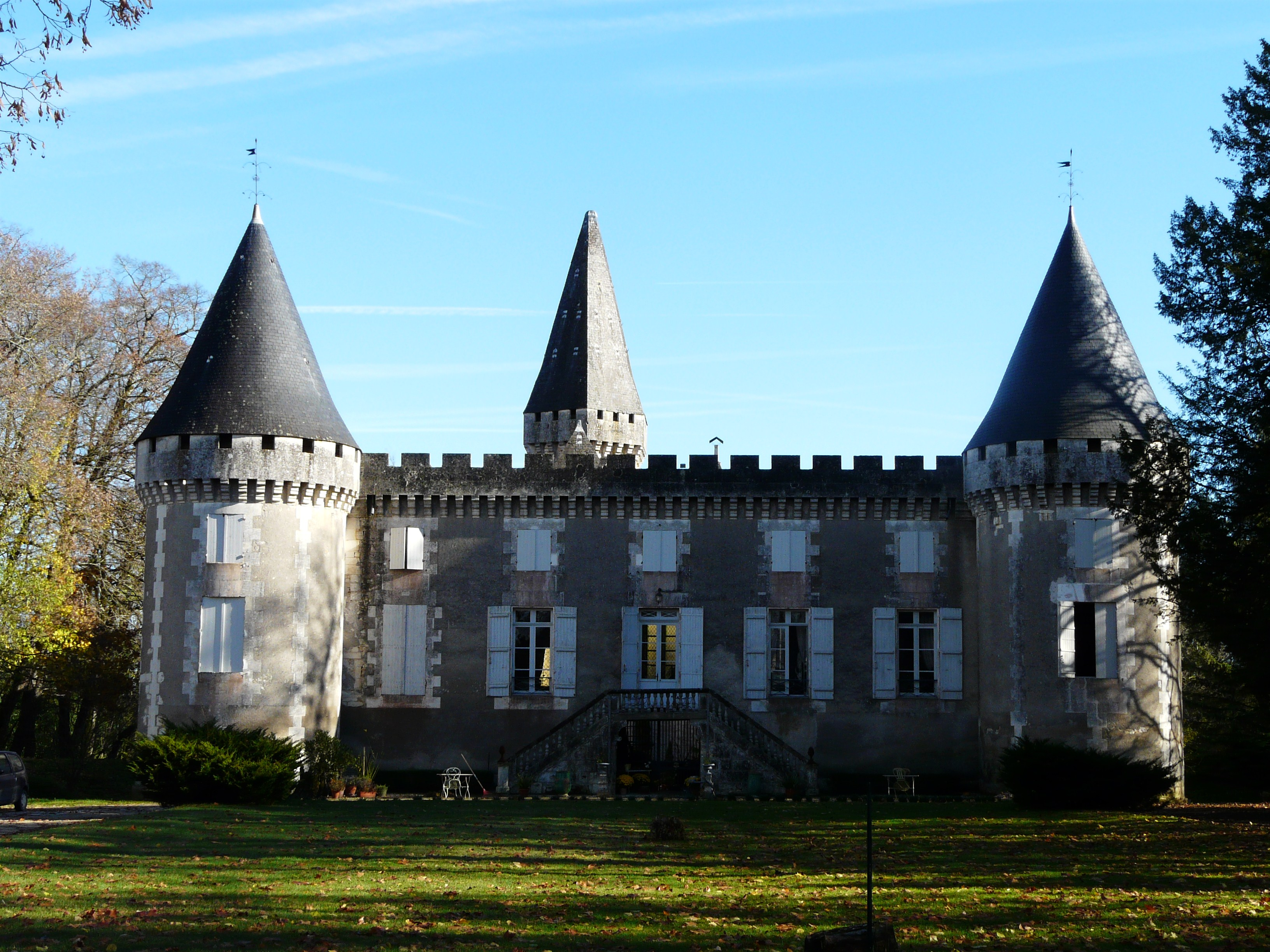
Замок Бори-Сольнье
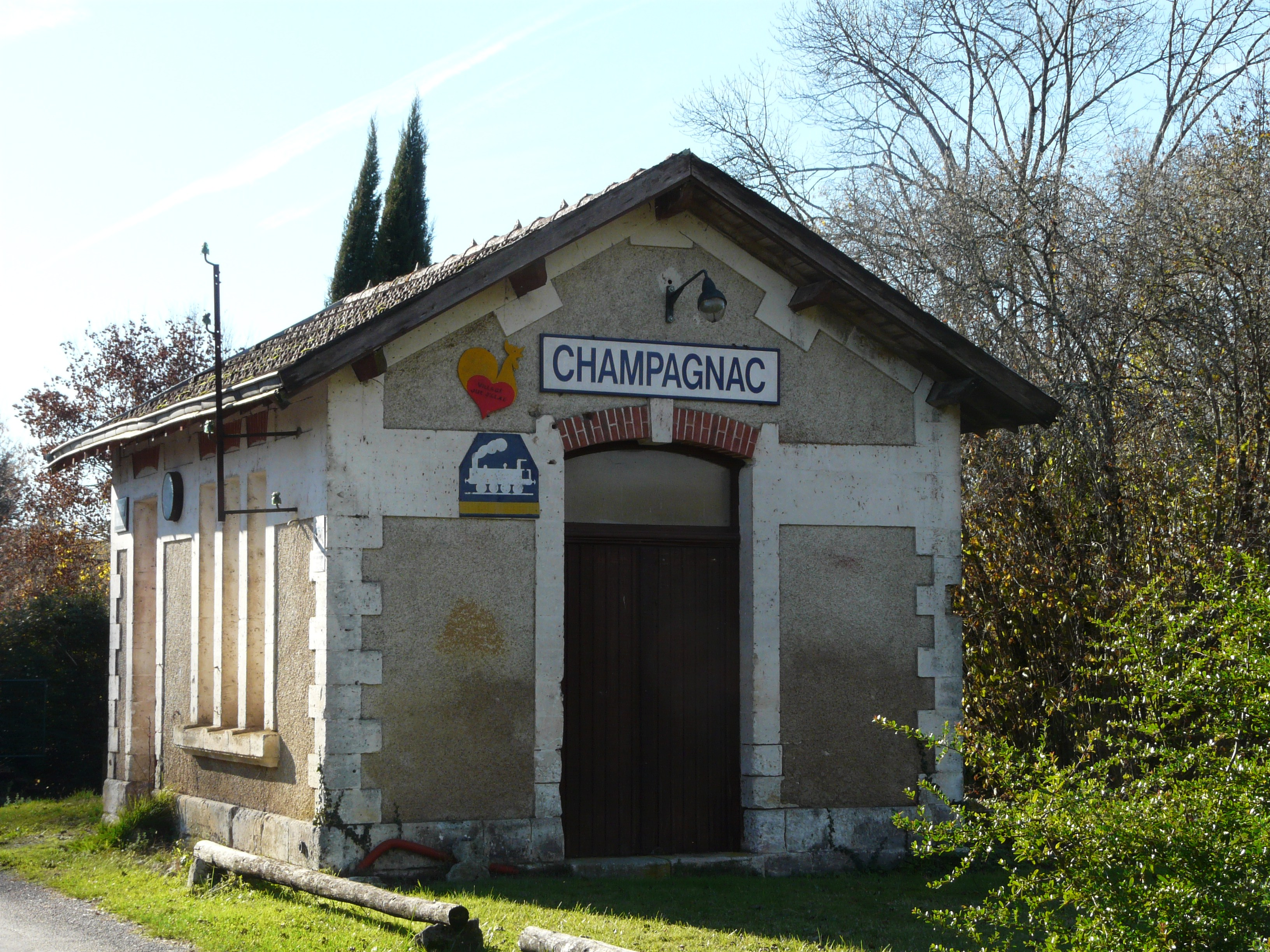
Вокзал
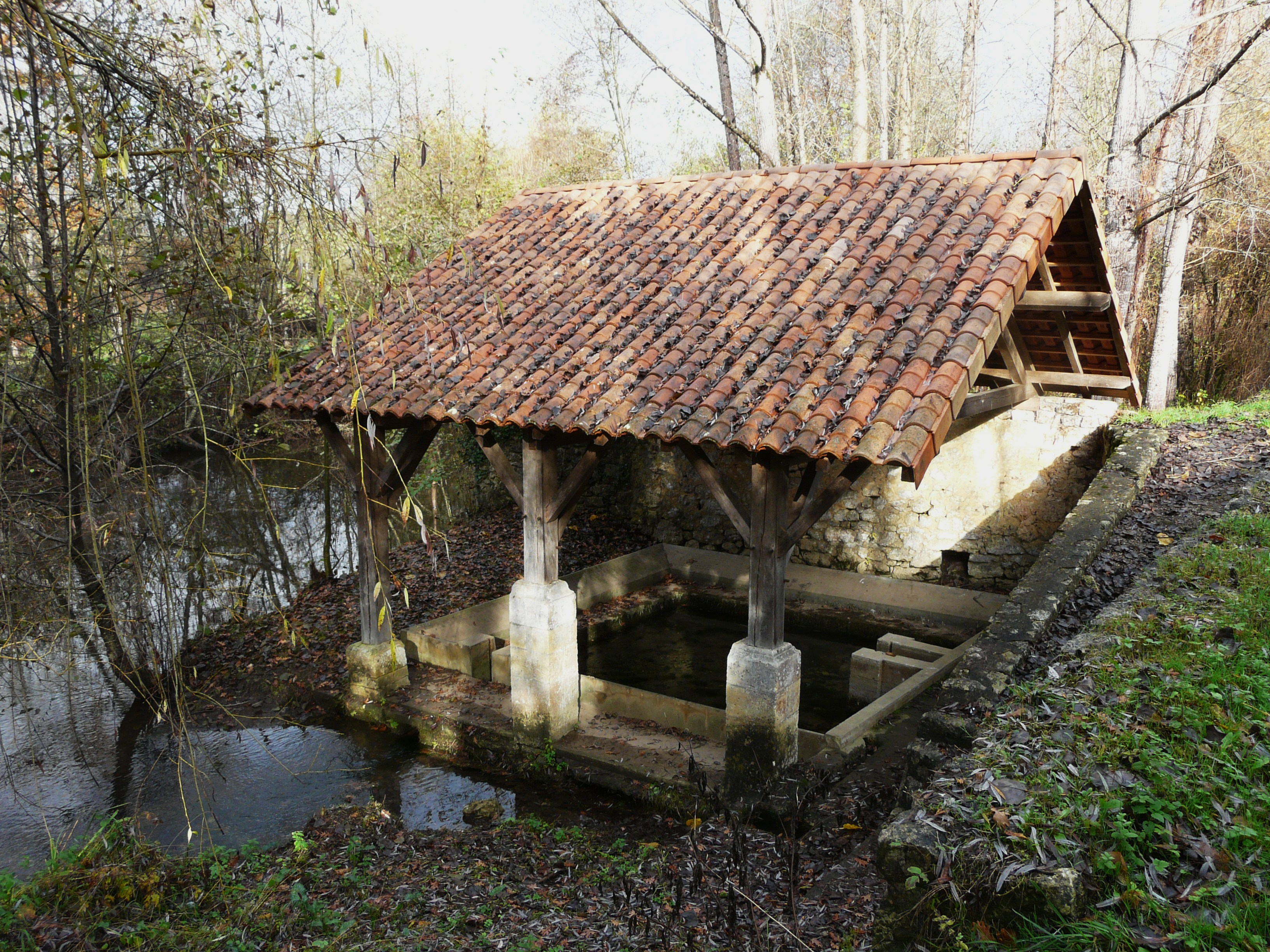
Общественная прачечная
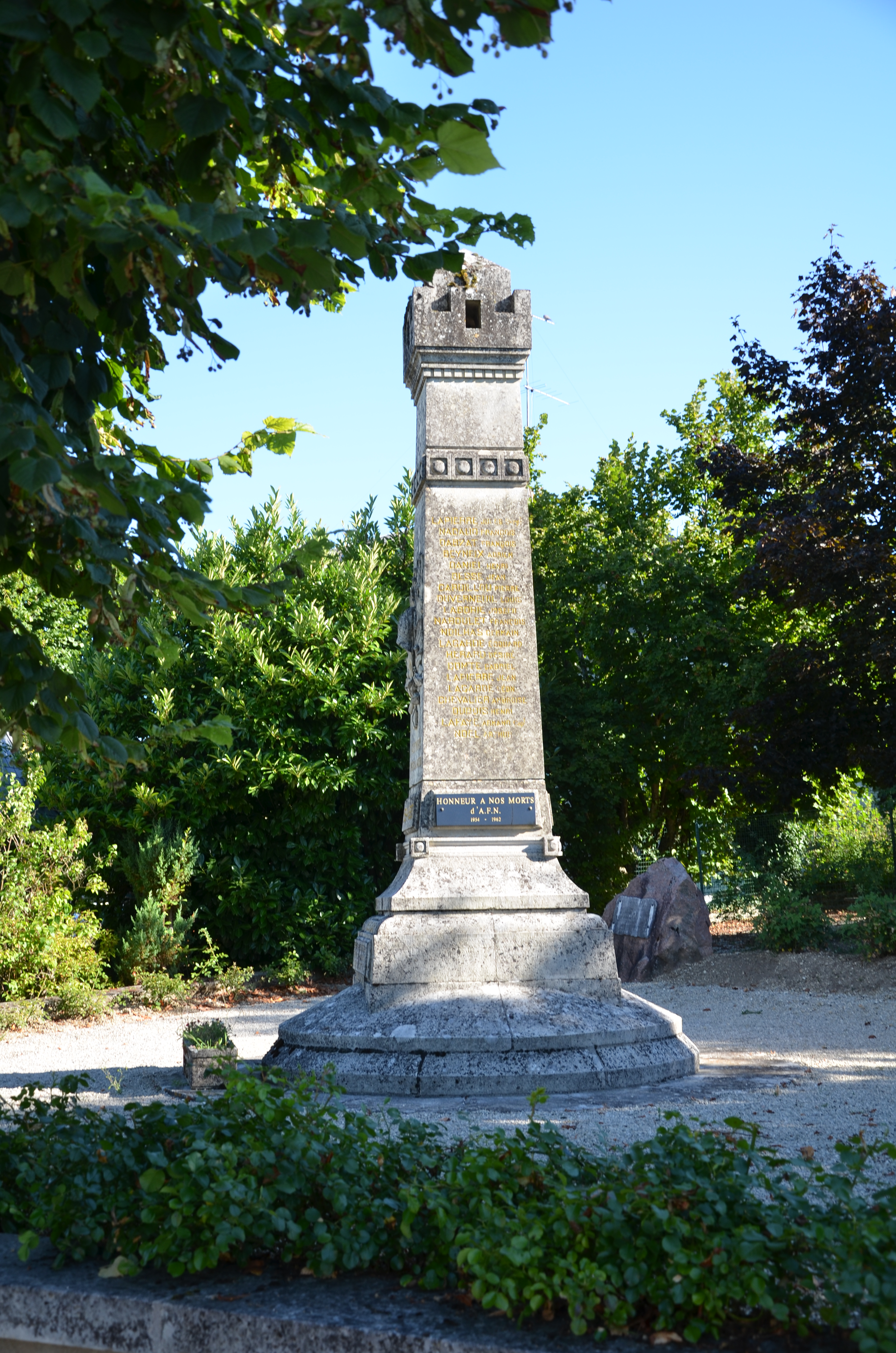
Военный мемориал
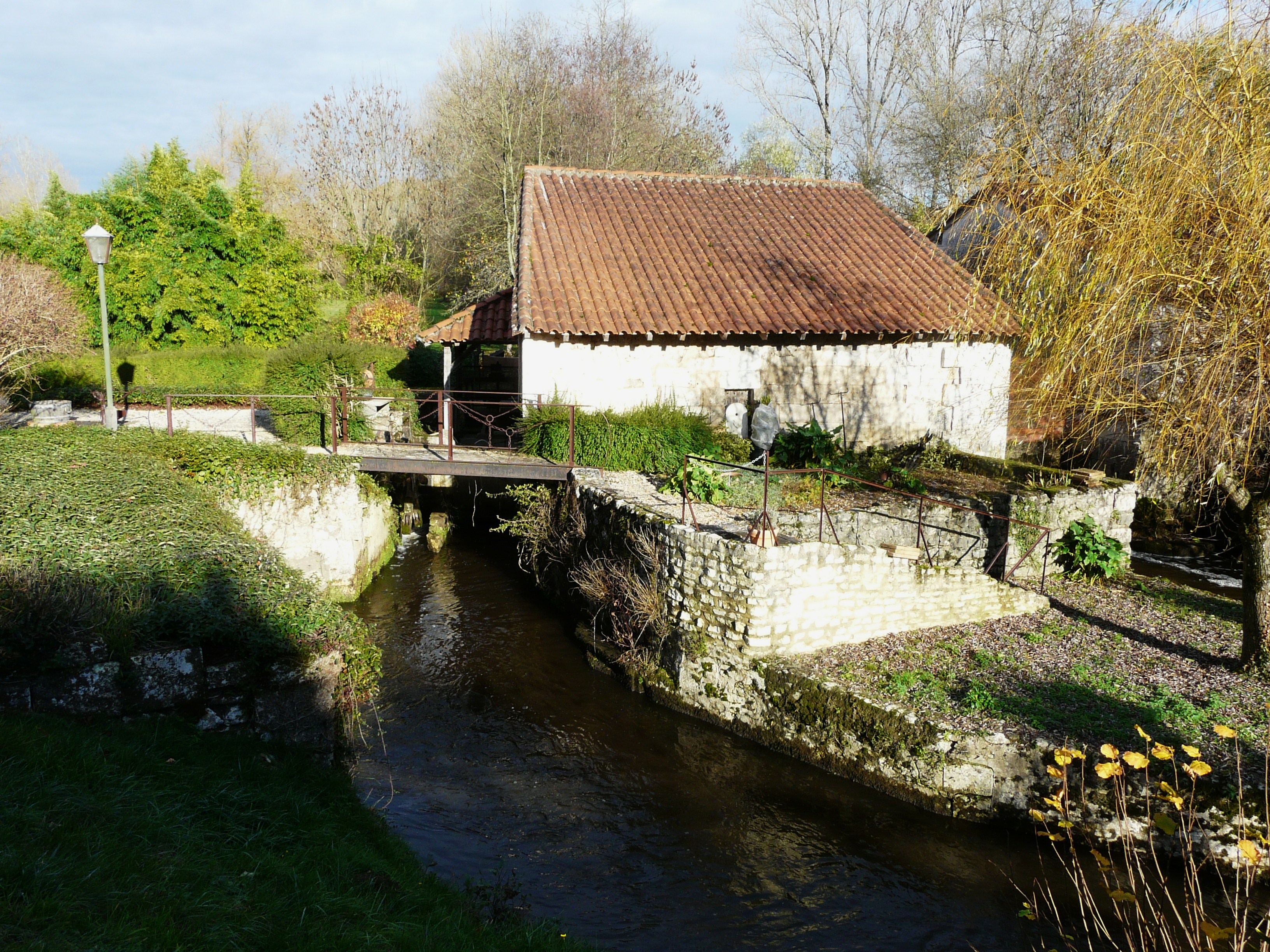
Водяная мельница Рако
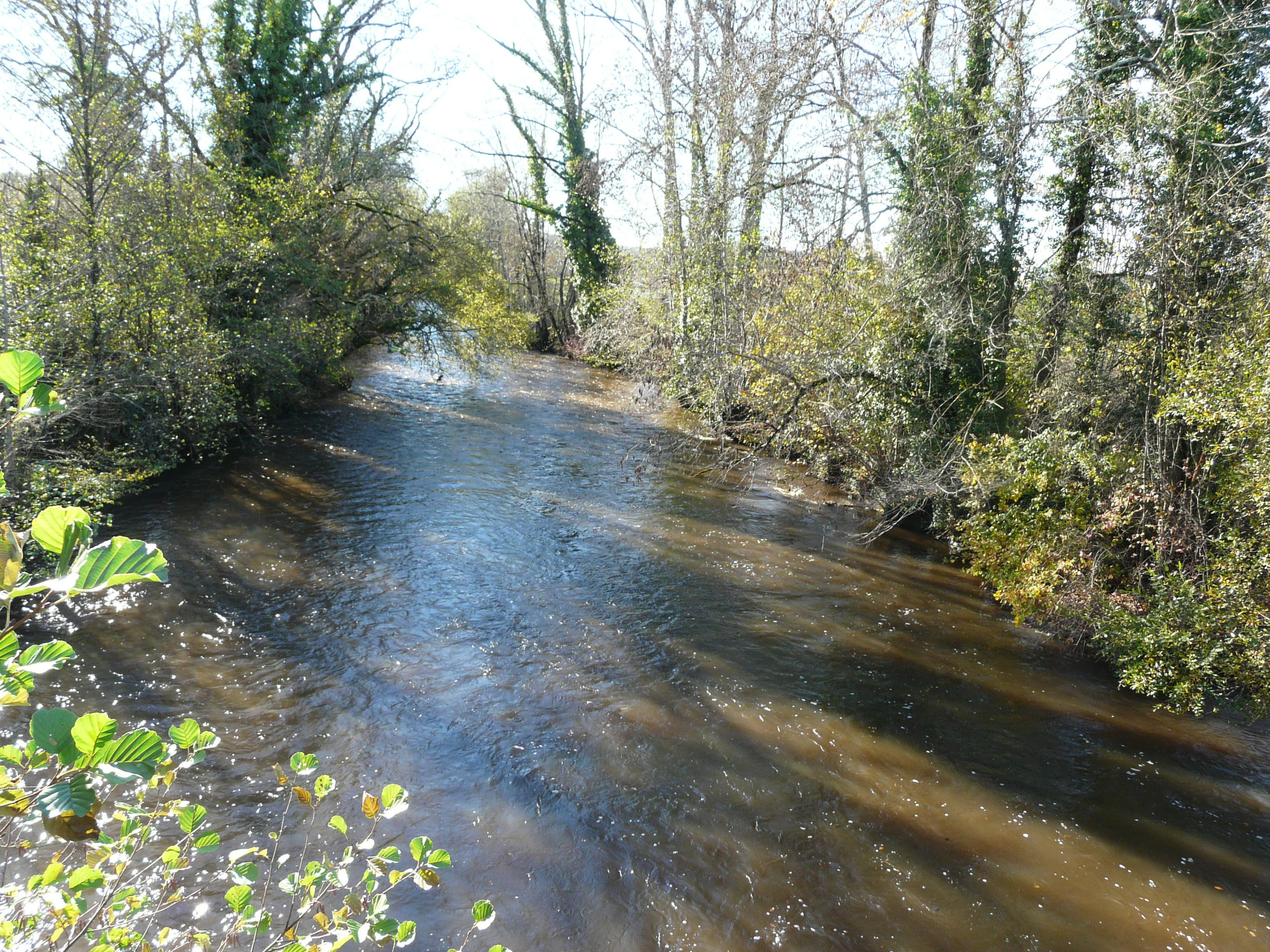
Река Дрон